# Beckeugenia
Beckeugenia là một chi bướm đêm thuộc họ Noctuidae.